# Võ Văn Thương
Võ Văn Thương (sinh ngày 12 tháng 10 năm 1962) là một chính trị gia người Việt Nam. Ông từng là Ủy viên Ban Thường vụ, Trưởng ban Tổ chức Thành ủy Đà Nẵng.

## Tiểu sử
Ông Võ Văn Thương sinh ngày 12 tháng 10 năm 1962, quê quán phường Hòa Phát, quận Cẩm Lệ, Đà Nẵng.

## Sự nghiệp
Ông từng giữ chức vụ Bí thư Quận ủy Cẩm Lệ, Chánh Văn phòng Ủy ban Nhân dân thành phố Đà Nẵng.